# Caladenia aestiva
Caladenia aestiva é uma espécie de orquídea da família Orchidaceae, presente na Austrália. Essa planta pertence a um grupo de cerca de quarenta espécies, tratadas por David Jones como Alliance Clubbed Spider do gênero Arachnorchis.

## Habitat
Essas orquídeas crescem em grupos esparsos ou, por vezes, formam grandes colônias. Elas habitam bosques, áreas reflorestadas, ou de vegetação arbustiva, charnecas, e afloramentos de granito, em áreas de solo bem drenado, e ocasionalmente em áreas sazonalmente alagadiças. Sua floração é estimulada por incêndios de verão e, quando em conjunto, formam grupos bem vistosos.

## Descrição
Esse grupo distingue-se dos outros grupos de Caladenia por apresentar um diferente tipo de pubescência nas folhas e inflorescências. Suas são flores grandes, de sépalas e pétalas atenuadas e longas, com verrugas clavadas na extremidade. O labelo é pendurado firmemente com dentes marginais curtos, com evidentes espessamentos apicais clavados, e células osmofóricas especializadas.
São plantas com uma única folha basal pubescente com marcas proeminentes púrpuras perto da base. Apresentam uma inflorescência rija, fina e densamente pubescente, com uma ou poucas flores, muito estreitas, caudadas, e bem esparramadas, normalmente pendentes, que vagamente lembram uma aranha.

## Publicação e sinônimos
- Caladenia aestiva D.L.Jones, Austral. Orchid Res. 2: 14 (1991).

Sinônimos homotípicos:
- Arachnorchis aestiva (D.L.Jones) D.L.Jones & M.A.Clem., Orchadian 13: 392 (2001).
- Calonema aestivum (D.L.Jones) Szlach., Polish Bot. J. 46: 16 (2001).
- Calonemorchis aestiva (D.L.Jones) Szlach., Polish Bot. J. 46: 137 (2001).